# Liste der Naturschutzgebiete im Landkreis Fulda
Die Naturschutzgebiete im Landkreis Fulda gehören zu den insgesamt rund 250 Naturschutzgebieten (NSG) im Regierungsbezirk Kassel. Zuständig ist die Obere Naturschutzbehörde beim Regierungspräsidium Kassel, wobei die eigentliche Betreuung der Naturschutzgebiete in Hessen in der Regel durch den Landesbetrieb HessenForst erfolgt.
Im Landkreis Fulda gibt es die in der folgenden Tabelle aufgelisteten Naturschutzgebiete:
| Name                                                             | Bild | Kennung                 | Einzelheiten | Position | Fläche Hektar | Datum         |
| ---------------------------------------------------------------- | ---- | ----------------------- | --- | -------- | ------------- | ------------- |
| Schafstein bei Wüstensachsen                                     |      | 1631001 WDPA: 165354    | OSM-Link zur Kartendarstellung: „Schafstein bei Wüstensachsen“ | ⊙        | 123,61        | 1966          |
| Kesselrain                                                       | BW   | 1631002 WDPA: 82056     | OSM-Link zur Kartendarstellung: „Kesselrain“ | ⊙        | 31,55         | 1940          |
| Milseburg                                                        |      | 1631003 WDPA: 82165     | OSM-Link zur Kartendarstellung: „Milseburg“ | ⊙        | 46,14         | 1968          |
| Langenstüttig und Basaltblockmeer am Buchschirmküppel bei Batten |      | 1631046 WDPA: 555560675 | Hilders entstanden durch Zusammenlegung der zuvor getrennt erfassten NSG 1631004 „Basaltblockmeer am Buchschirmküppel“ (1970) und NSG 1631014 „Langenstüttig bei Batten“ (1985) OSM-Link zur Kartendarstellung: „Langenstüttig und Basaltblockmeer am Buchschirmküppel bei Batten“ | ⊙        | 97,45         | 2013          |
| Großes Moor bei Großenmoor                                       | BW   | 1631005 WDPA: 163376    | OSM-Link zur Kartendarstellung: „Großes Moor bei Großenmoor“ | ⊙        | 23,72         | 1973          |
| Stallberg und Morsberg bei Hünfeld                               |      | 1631047 WDPA: 555560676 | OSM-Link zur Kartendarstellung: „Stallberg und Morsberg bei Hünfeld“ | ⊙        | 246,97        |               |
| Wickerser Hute                                                   | BW   | 1631008 WDPA: 166283    | OSM-Link zur Kartendarstellung: „Wickerser Hute“ | ⊙        | 12,97         | 1988          |
| Oberbernhardser Höhe                                             | BW   | 1631009 WDPA: 82265     | OSM-Link zur Kartendarstellung: „Oberbernhardser Höhe“ | ⊙        | 4,87          | 1977          |
| Rotes Moor                                                       |      | 1631010 WDPA: 7015      | OSM-Link zur Kartendarstellung: „Rotes Moor“ | ⊙        | 312,24        | 1979          |
| Himmelsberg (Giesel)                                             |      | 1631011 WDPA: 163681    | OSM-Link zur Kartendarstellung: „Himmelsberg“ | ⊙        | 132,61        | 1980          |
| Fuldatal bei Eichenzell                                          | BW   | 1631012 WDPA: 163173    | OSM-Link zur Kartendarstellung: „Fuldatal bei Eichenzell“ | ⊙        | 30,39         | 1984          |
| Mosbachwiesen bei Rönshausen                                     | BW   | 1631013 WDPA: 164696    | OSM-Link zur Kartendarstellung: „Mosbachwiesen bei Rönshausen“ | ⊙        | 22,41         | 1985          |
| Bieberstein bei Langenbieber                                     | BW   | 1631015 WDPA: 162405    | OSM-Link zur Kartendarstellung: „Bieberstein bei Langenbieber“ | ⊙        | 6,11          | 1986          |
| Stellberg (Wolferts)                                             |      | 1631016 WDPA: 165726    | OSM-Link zur Kartendarstellung: „Stellberg bei Wolferts“ | ⊙        | 19,84         | 1986          |
| Habelstein bei Habel                                             | BW   | 1631017 WDPA: 163463    | OSM-Link zur Kartendarstellung: „Habelstein bei Habel“ | ⊙        | 15,08         | 24. Okt. 1986 |
| Schwarzwald bei Wüstensachsen                                    |      | 1631018 WDPA: 165517    | OSM-Link zur Kartendarstellung: „Schwarzwald bei Wüstensachsen“ | ⊙        | 97,99         | 1986          |
| Waldhof-Standorfsberg bei Grüsselbach                            | BW   | 1631019 WDPA: 166148    | OSM-Link zur Kartendarstellung: „Waldhof-Standorfsberg bei Grüsselbach“ | ⊙        | 245,3         | 1988          |
| Brückenhut bei Dietges                                           | BW   | 1631020 WDPA: 162591    | OSM-Link zur Kartendarstellung: „Brückenhut bei Dietges“ | ⊙        | 19,14         | 1988          |
| Nüsttal bei Mackenzell                                           | BW   | 1631021 WDPA: 164852    | OSM-Link zur Kartendarstellung: „Nüsttal bei Mackenzell“ | ⊙        | 13,28         | 1988          |
| Breitenbachtal bei Michelsrombach                                |      | 1631022 WDPA: 162549    | OSM-Link zur Kartendarstellung: „Breitenbachtal bei Michelsrombach“ | ⊙        | 593,49        | 1990          |
| Haimberg bei Mittelrode                                          |      | 1631023 WDPA: 163482    | OSM-Link zur Kartendarstellung: „Haimberg bei Mittelrode“ | ⊙        | 67,24         | 1990          |
| Struthwiesen bei Kalbach                                         | BW   | 1631024 WDPA: 165773    | OSM-Link zur Kartendarstellung: „Struthwiesen bei Kalbach“ | ⊙        | 36,4          | 1990          |
| Ziegeler Aue                                                     |      | 1631025 WDPA: 166410    | OSM-Link zur Kartendarstellung: „Ziegeler Aue“ | ⊙        | 37,42         | 1990          |
| Sandgrube am Mahlertshof                                         |      | 1631026 WDPA: 165307    | OSM-Link zur Kartendarstellung: „Sandgrube am Mahlertshof“ | ⊙        | 4,45          | 1992          |
| Apfelbachaue bei Neuswarts                                       | BW   | 1631027 WDPA: 162229    | OSM-Link zur Kartendarstellung: „Apfelbachaue bei Neuswarts“ | ⊙        | 24,17         | 1992          |
| Ulsteraue bei Günthers                                           | BW   | 1631028 WDPA: 165985    | OSM-Link zur Kartendarstellung: „Ulsteraue bei Günthers“ | ⊙        | 29,12         | 1993          |
| Seifferts bei Oberkalbach                                        | BW   | 1631029 WDPA: 165551    | OSM-Link zur Kartendarstellung: „Seifferts bei Oberkalbach“ | ⊙        | 30,07         | 1994          |
| Horaser Wiesen                                                   |      | 1631031 WDPA: 163791    | OSM-Link zur Kartendarstellung: „Horaser Wiesen“ | ⊙        | 55,75         | 1995          |
| Eube                                                             |      | 1631032 WDPA: 318379    | OSM-Link zur Kartendarstellung: „Eube“ | ⊙        | 135,17        | 31. Jan. 1997 |
| Breiter Berg bei Haselstein                                      |      | 1631033 WDPA: 318237    | Nüsttal OSM-Link zur Kartendarstellung: „Breiter Berg bei Haselstein“ | ⊙        | 182,24        | 1997          |
| Westlicher Rhönwald                                              |      | 1631034 WDPA: 319320    | Hilders OSM-Link zur Kartendarstellung: „Westlicher Rhönwald“ | ⊙        | 44,41         | 1997          |
| Stirnberg bei Wüstensachsen                                      |      | 1631035 WDPA: 319162    | OSM-Link zur Kartendarstellung: „Stirnberg bei Wüstensachsen“ | ⊙        | 137,52        | 1997          |
| Steinkopf                                                        |      | 1631036 WDPA: 319155    | OSM-Link zur Kartendarstellung: „Steinkopf“ | ⊙        | 25,71         | 1997          |
| Nordhang Wasserkuppe                                             | BW   | 1631037 WDPA: 318864    | OSM-Link zur Kartendarstellung: „Nordhang Wasserkuppe“ | ⊙        | 15,7          | 1997          |
| Kalkberge bei Großenlüder                                        |      | 1631039 WDPA: 318620    | Großenlüder OSM-Link zur Kartendarstellung: „Kalkberge bei Großenlüder“ | ⊙        | 46,17         | 1999          |
| Weinberg bei Hünfeld                                             |      | 1631040 WDPA: 319302    | OSM-Link zur Kartendarstellung: „Weinberg bei Hünfeld“ | ⊙        | 81,97         | 1998          |
| Haunestausee bei Marbach                                         |      | 1631041 WDPA: 318510    | Haunestausee beim Ort Marbach (Petersberg) OSM-Link zur Kartendarstellung: „Haunestausee bei Marbach“ | ⊙        | 28,78         | 2003          |
| Hübelsberg nördlich Haselstein                                   |      | 1631042 WDPA: 555546334 | OSM-Link zur Kartendarstellung: „Hübelsberg nördlich Haselstein“ | ???      | 8,37          |               |
| Weiherkuppe bei Sieblos                                          |      | 1631043 WDPA: 555546335 | OSM-Link zur Kartendarstellung: „Weiherkuppe bei Sieblos“ | ???      | 9,88          |               |
| Höllwald bei Rodenbach                                           |      | 1631044 WDPA: 555552567 | OSM-Link zur Kartendarstellung: „Höllwald bei Rodenbach“ | ???      | 32,65         |               |
| Auersberg nördlich Hilders                                       |      | 1631045 WDPA: 555560674 | OSM-Link zur Kartendarstellung: „Auersberg nördlich Hilders“ | ???      | 64,48         |               |
| Fuldatal bei Lüdermünd                                           |      | 1631101 WDPA: 81702     | OSM-Link zur Kartendarstellung: „Fuldatal bei Lüdermünd“ | ???      | 5,18          |               |
| Zeller Loch                                                      |      | 1631102 WDPA: 166398    | Das Zeller Loch ist ein Moorgebiet am westlichen Rand des Fuldaer Stadtteils Zell in Richtung Gieseler Forst bei Giesel. OSM-Link zur Kartendarstellung: „Zeller Loch“ | ⊙        | 4,76          | 1986          |
| Legende für Naturschutzgebiet                                    |      |                         | |          |               |               |

## Teilflächen
Von einem weiteren Naturschutzgebiet liegen nur Teilflächen im Landkreis.
| Name                                                          | Bild | Kennung              | Kreis                                         | Einzelheiten | Position | Fläche Hektar | Datum |
| ------------------------------------------------------------- | ---- | -------------------- | --------------------------------------------- | ------------ | -------- | ------------- | ----- |
| Buchenberg, Grisselborner Wäldchen und Taftgrund bei Soisdorf | BW   | 1632025 WDPA: 162608 | Landkreis Hersfeld-Rotenburg, Landkreis Fulda |              | ⊙        | 82,61         | 1994  |
| Legende für Naturschutzgebiet                                 |      |                      |                                               |              |          |               |       |